# Trent Opaloch
Trent Opaloch (sinh ngày 27 tháng 12 năm 1972) là nhà quay phim người Canada được biết đến với các tác phẩm cộng tác với đạo diễn Neill Blomkamp và anh em nhà Russo. Một số tác phẩm nổi bật của anh bao gồm Khu vực 9 (2009), Captain America 2: Chiến binh mùa đông (2014), Captain America: Nội chiến siêu anh hùng (2016) và Avengers: Cuộc chiến vô cực (2018).

## Tiểu sử
Opaloch lớn lên tại Thunder Bay, Ontario. Anh tham gia học làm phim tại trường Cao đẳng Liên bang, trước khi chuyển tới Vancouver để bắt đầu sự nghiệp chuyên nghiệp.

## Danh sách phim
| Năm  | Tựa đề                                   | Ghi chú   |
| ---- | ---------------------------------------- | --------- |
| 2006 | Yellow                                   | Phim ngắn |
| 2009 | Khu vực 9                                |           |
| 2013 | Kỷ nguyên Elysium                        |           |
| 2014 | Captain America 2: Chiến binh mùa đông   |           |
| 2015 | Chappie                                  |           |
| 2016 | Captain America: Nội chiến siêu anh hùng |           |
| 2018 | Avengers: Cuộc chiến vô cực              |           |